# Капустян, Иван Ксенофонтович
Иван Ксенофонтович Капустян — советский хозяйственный, государственный и политический деятель.

## Биография
Родился в 1918 году в селе Фёдоровка. Член КПСС с 1942 года.
С 1935 года — на хозяйственной, общественной и политической работе. В 1929—1991 гг. — бригадир цеха сахарного завода, участник Великой Отечественной войны в составе 91-го отдельного инженерного батальона, председатель районного совета Осоавиахима, директор МТС, заместитель заведующего отделом ЦК КП Киргизской ССР, второй секретарь Ошского, председатель Ошского облисполкома, первый заместитель Председателя Совета Министров Киргизской ССР, заместитель заведующего Аграрного отдела ЦК КПСС.
Избирался депутатом Верховного Совета СССР 7-го созыва.
Умер в Москве в 2015 году.